# Pierre Kalulu
Pierre Kazeye Rommel Kalulu Kyatengwa zkráceně jen Pierre Kalulu (5. června 2000 Lyon, Francie) je francouzský fotbalový obránce hrající od léta 2024 za italský Juventus, kde je na hostování z Milána.

## Přestupy
- z Lyon do Milán za 1 390 000 Euro
- z Milán do Juventus za 3 300 000 Euro (hostování)

## Kariéra

### Klubová
V létě roku 2010 přišel do mládežnického sektoru Lyonu, kde hrál do roku 2018. Nikdy za první seniorský tým nehrál. Dne 5. srpna 2020 ve věku 20 let odešel do Milána. První utkání odehrál 10. prosince 2020 v EL při výhře 1:0 proti Spartě Praha. O tři dny později debutoval v lize proti Parmě (2:2). První branku vstřelil 16. prosince v Janově (2:2). I tak pomohl se 13 zápasy k 2. místu jen dva body od mistra.
V následující sezóně, také kvůli zraněním svých spoluhráčů, byl častěji využíván a zlepšoval své výkony, když byl upřednostněn před samotným kapitánem Romagnolim. Nakonec odehrál v sezoně celkem 37 utkání a zahrál si i první své zápasy v LM, které skončilo již v základní skupině. Ale v lize slavil se spoluhráči titul, který byl po 11 letech v Miláně. V sezoně 2022/23 byl hráčem který hrál i jako krajní obránce a byl 4 nejvíce nejvytíženějším hráčem, když nastoupil celkem do 46 utkání. V LM nastoupil do 10 utkání a pomohl tak týmu k postupu do semifinále, kde jej vyřadil městský rival Inter.
Na začátku sezony 2024/25 byl poslán na hostování do Juventusu, který disponuje opcí.

### Reprezentační
V červnu 2018 vstoupil do francouzského výběrového okruhu mládeže a zúčastnil se ME U19 2019, kde skončil v semifinále. Podíval se na OH 2020, kde odehrál tři zápasy.
V březnu 2021 byl poprvé povolán do reprezentační kategorie U21 a byl zapsán na seznam povolaných na ME U21 2021. Také se zúčastnil i ME U21 2023.

## Statistika

### Klubová
| Sezóna          | Klub            | Liga            | Liga   | Liga | Domácí poháry | Domácí poháry | Domácí poháry | Kontinentální poháry | Kontinentální poháry | Kontinentální poháry | Celkem | Celkem |
| Sezóna          | Klub            | Soutěž          | Zápasy | Góly | Soutěž        | Zápasy        | Góly          | Soutěž               | Zápasy               | Góly                 | Zápasy | Góly   |
| --------------- | --------------- | --------------- | ------ | ---- | ------------- | ------------- | ------------- | -------------------- | -------------------- | -------------------- | ------ | ------ |
| 2020/21         | Milán           | Serie A         | 13     | 1    | IP            | 1             | 0             | EL                   | 4                    | 0                    | 18     | 1      |
| 2021/22         | Milán           | Serie A         | 28     | 1    | IP            | 4             | 0             | LM                   | 5                    | 0                    | 37     | 1      |
| 2022/23         | Milán           | Serie A         | 34     | 1    | IP+IS         | 1+1           | 0+0           | LM                   | 10                   | 0                    | 46     | 1      |
| 2023/24         | Milán           | Serie A         | 9      | 0    | IP            | 0             | 0             | LM+EL                | 1+1                  | 0                    | 11     | 0      |
| Celkem za Milán | Celkem za Milán | Celkem za Milán | 84     | 3    | -             | 7             | 0             | -                    | 21                   | 0                    | 112    | 3      |
| 2024/25         | Juventus        | Serie A         | 29     | 1    | IP+IS         | 1+1           | 0             | LM                   | 8                    | 0                    | 39     | 1      |
| Celkově         | Celkově         | Celkově         | 149    | 4    | -             | 9             | 0             | -                    | 29                   | 0                    | 187    | 4      |

### Reprezentační

#### Statistika na velkých turnajích
| Reprezentace | Rok     | Zápasy               | Zápasy | Zápasy   | Zápasy           | Zápasy           | Zápasy   |
| Reprezentace | Rok     | Fáze turnaje         | Datum  | Soupeř   | Odehraných minut | Vstřelené branky | Výsledek |
| ------------ | ------- | -------------------- | ------ | -------- | ---------------- | ---------------- | -------- |
| Francie      | OH 2020 | 1 zápas ve skupině A | 22. 7. | Mexiko   | 90               | 0                | 1:4      |
| Francie      | OH 2020 | 2 zápas ve skupině A | 25. 7. | JAR      | 90               | 0                | 4:3      |
| Francie      | OH 2020 | 3 zápas ve skupině A | 28. 7. | Japonsko | 90               | 0                | 0:4      |

## Úspěchy

### Klubové
- vítěz 1. italské ligy (1x)

Milán: 2021/22

### Reprezentační
- 2× účast na ME 21 (2021, 2023)
- 1× účast na OH (2020)